# Ross 614
Ross 614 (também conhecida por V577 Monocerotis e Gliese 234) é um sistema estelar binário formado por duas estrelas anã vermelha localizado na constelação de Monoceros. Esta estrela tem uma magnitude de cerca de 11, sendo invisível a olho nu, embora seja uma das estrelas mais próximas do Sol. Este sistema está entre os mais próximos do nosso Sol a uma distância estimada de cerca de 13,3 anos-luz. Devido esta estrela está tão perto da Terra ela é muitas vezes objeto de estudo, daí o grande número de designações que ela conhecida.

## Sistema estelar
Este sistema binário consiste em duas estrelas anãs vermelhas de baixa massa. A estrela secundária tem uma fraca magnitude de 14 que se perde no brilho da estrela primária próxima.
A determinação mais recente dos elementos orbitais do sistema vem de um estudo realizado por George Gatewood usando fontes mais antigas, juntamente com os dados do satélite Hipparcos. Este estudo resultou em um período orbital de cerca de 16,6 anos e um semieixo maior da separação das estrelas de cerca de 1,1 segundos de arco (2,4—5,3 UA).